# Afrika-Cup 2013/Gruppe B
| Pl. | Land     | Sp. | S | U | N | Tore    | Diff. | Punkte |
| --- | -------- | --- | - | - | - | ------- | ----- | ------ |
| 1.  | Ghana    | 3   | 2 | 1 | 0 | 006:200 | +4    | 07     |
| 2.  | Mali     | 3   | 1 | 1 | 1 | 002:200 | ±0    | 04     |
| 3.  | DR Kongo | 3   | 0 | 3 | 0 | 003:300 | ±0    | 03     |
| 4.  | Niger    | 3   | 0 | 1 | 2 | 000:400 | −4    | 01     |

Der Artikel gibt Auskunft über die Spiele der Gruppe B beim Afrika-Cup 2013 in Südafrika.

## Ghana – DR Kongo 2:2 (1:0)
| Ghana                                                                       | Ghana | DR Kongo | DR Kongo |
| --------------------------------------------------------------------------- | --- | --- | -------- |
| Ghana                                                                       | \| 1. Spieltag \| \| 20. Januar 2013 um 17:00 Uhr in Port Elizabeth (Nelson-Mandela-Bay-Stadion) \| \| Zuschauer: 7.000 \| \| Schiedsrichter: Daniel Bennett ( Südafrika) \|                                                                                               | \| 1. Spieltag \| \| 20. Januar 2013 um 17:00 Uhr in Port Elizabeth (Nelson-Mandela-Bay-Stadion) \| \| Zuschauer: 7.000 \| \| Schiedsrichter: Daniel Bennett ( Südafrika) \|                                                                            | DR Kongo |
| Ghana                                                                       | Fatau Dauda – John Paintsil, Wakaso Mubarak, John Boye, Jerry Akaminko – Emmanuel Agyemang Badu, Derek Boateng (73. Anthony Annan), Kwadwo Asamoah, Albert Adomah (81. Harrison Afful) – Christian Atsu (56. Mohammed Rabiu), Asamoah Gyan Cheftrainer: James Kwesi Appiah | Muteba Kidiaba – Mpeko Issama, Kilitcho Kasusula, Cédric Mongongu, Larrys Mabiala – Cédric Makiadi, Trésor Mputu , Mulota Kabangu (67. Dioko Kaluyituka) – Dieumerci Mbokani, Lomana LuaLua (73. Déo Kanda), Youssuf Mulumbu Cheftrainer: Claude Le Roy | DR Kongo |
| Ghana                                                                       | 1:0 Emmanuel Agyemang Badu (40.) 2:0 Kwadwo Asamoah (50.) | 2:1 Trésor Mputu (53.) 2:2 Dieumerci Mbokani (68., Strafstoß) | DR Kongo |
| Ghana                                                                       | Albert Adomah (42.), Wakaso Mubarak (54.) | | DR Kongo |
| 1. Spieltag                                                                 | | |          |
| 20. Januar 2013 um 17:00 Uhr in Port Elizabeth (Nelson-Mandela-Bay-Stadion) | | |          |
| Zuschauer: 7.000                                                            | | |          |
| Schiedsrichter: Daniel Bennett ( Südafrika)                                 | | |          |

## Mali – Niger 1:0 (0:0)
| Mali                                                                        | Mali | Niger | Niger |
| --------------------------------------------------------------------------- | --- | --- | ----- |
| Mali                                                                        | \| 1. Spieltag \| \| 20. Januar 2013 um 20:00 Uhr in Port Elizabeth (Nelson-Mandela-Bay-Stadion) \| \| Zuschauer: 20.000 \| \| Schiedsrichter: Slim Jedidi ( Tunesien) \| | \| 1. Spieltag \| \| 20. Januar 2013 um 20:00 Uhr in Port Elizabeth (Nelson-Mandela-Bay-Stadion) \| \| Zuschauer: 20.000 \| \| Schiedsrichter: Slim Jedidi ( Tunesien) \|                                                                                                | Niger |
| Mali                                                                        | Mamadou Samassa – Fousseni Diawara, Mahamadou N’Diaye, Molla Wagué, Adama Tamboura – Kalilou Traoré (63. Mohamed Sissoko), Seydou Keita , Mahamane Traoré, Cheick Fantamady Diarra (46. Mamadou Samassa) – Sigamary Diarra (79. Samba Diakité), Cheick Diabaté Cheftrainer: Patrice Carteron | Kassaly Daouda – Mohamed Bachar, Koffi Dan Kowa, Mohamed Chicoto, Kourouma Fatoukouma – Issiakou Koudizé (88. Alhassane Issoufou), Mohamed Soumaïla, Karim Konaté, Issoufou Boubacar (78. Boubacar Talatou) – Issa Modibo Sidibé, Moussa Maâzou Cheftrainer: Gernot Rohr | Niger |
| Mali                                                                        | 1:0 Seydou Keita (84.) | | Niger |
| Mali                                                                        | Mamadou Samassa (90.+4') | Mohamed Soumaïla (48.), Issoufou Boubacar (74.) | Niger |
| 1. Spieltag                                                                 | | |       |
| 20. Januar 2013 um 20:00 Uhr in Port Elizabeth (Nelson-Mandela-Bay-Stadion) | | |       |
| Zuschauer: 20.000                                                           | | |       |
| Schiedsrichter: Slim Jedidi ( Tunesien)                                     | | |       |

## Ghana – Mali 1:0 (1:0)
| Ghana                                                                       | Ghana | Mali | Mali |
| --------------------------------------------------------------------------- | --- | --- | ---- |
| Ghana                                                                       | \| 2. Spieltag \| \| 24. Januar 2013 um 17:00 Uhr in Port Elizabeth (Nelson-Mandela-Bay-Stadion) \| \| Zuschauer: 8.000 \| \| Schiedsrichter: Noumandiez Doué ( Elfenbeinküste) \|                                                                                       | \| 2. Spieltag \| \| 24. Januar 2013 um 17:00 Uhr in Port Elizabeth (Nelson-Mandela-Bay-Stadion) \| \| Zuschauer: 8.000 \| \| Schiedsrichter: Noumandiez Doué ( Elfenbeinküste) \|                                                                                              | Mali |
| Ghana                                                                       | Fatau Dauda – John Paintsil, Isaak Vorsah, John Boye, Harrison Afful – Albert Adomah (84. Solomon Asante) Emmanuel Agyemang Badu, Mohammed Rabiu, Wakaso Mubarak (71. Christian Atsu) – Kwadwo Asamoah (77. Derek Boateng), Asamoah Gyan Cheftrainer: James Kwesi Appiah | Mamadou Samassa – Fousseni Diawara, Adama Coulibaly Mahamadou N’Diaye, Adama Tamboura – Samba Diakité, Seydou Keita , Mohamed Sissoko (68. Samba Sow), Mahamane Traoré (76. Mamadou Samassa) – Sigamary Diarra (46. Modibo Maïga), Cheick Diabaté Cheftrainer: Patrice Carteron | Mali |
| Ghana                                                                       | 1:0 Wakaso Mubarak (38., Strafstoß) | | Mali |
| Ghana                                                                       | Fatau Dauda (7.), Wakaso Mubarak (39.), Mohammed Rabiu (63.), John Paintsil (69.) | Mahamadou N’Diaye (49.), Adama Coulibaly (68.), Mahamane Traoré (73.) | Mali |
| 2. Spieltag                                                                 | | |      |
| 24. Januar 2013 um 17:00 Uhr in Port Elizabeth (Nelson-Mandela-Bay-Stadion) | | |      |
| Zuschauer: 8.000                                                            | | |      |
| Schiedsrichter: Noumandiez Doué ( Elfenbeinküste)                           | | |      |

## Niger – DR Kongo 0:0
| Niger                                                                       | Niger | DR Kongo | DR Kongo |
| --------------------------------------------------------------------------- | --- | --- | -------- |
| Niger                                                                       | \| 2. Spieltag \| \| 24. Januar 2013 um 20:00 Uhr in Port Elizabeth (Nelson-Mandela-Bay-Stadion) \| \| Zuschauer: 12.000 \| \| Schiedsrichter: Bouchaïb el-Ahrach ( Marokko) \| | \| 2. Spieltag \| \| 24. Januar 2013 um 20:00 Uhr in Port Elizabeth (Nelson-Mandela-Bay-Stadion) \| \| Zuschauer: 12.000 \| \| Schiedsrichter: Bouchaïb el-Ahrach ( Marokko) \|                                                                                            | DR Kongo |
| Niger                                                                       | Kassaly Daouda – Mohamed Bachar, Mohamed Chicoto, Koffi Dan Kowa, Kourouma Fatoukouma – Issiakou Koudizé (79. William N’Gounou), Mohamed Soumaïla, Moussa Maâzou Karim Konaté,– Issoufou Boubacar (46. Boubacar Talatou) Issa Modibo Sidibé (90. Alhassane Issoufou) Cheftrainer: Gernot Rohr | Muteba Kidiaba – Mpeko Issama, Larrys Mabiala, Cédric Mongongu, Kilitcho Kasusula – Mulota Kabangu (56. Dioko Kaluyituka), Youssuf Mulumbu, Cédric Makiadi, Lomana LuaLua (46. Déo Kanda) – Dieumerci Mbokani, Trésor Mputu (72. Zola Matumona) Cheftrainer: Claude Le Roy | DR Kongo |
| Niger                                                                       | Moussa Maâzou (41.), William N’Gounou (82.) | Dieumerci Mbokani (87.) | DR Kongo |
| 2. Spieltag                                                                 | | |          |
| 24. Januar 2013 um 20:00 Uhr in Port Elizabeth (Nelson-Mandela-Bay-Stadion) | | |          |
| Zuschauer: 12.000                                                           | | |          |
| Schiedsrichter: Bouchaïb el-Ahrach ( Marokko)                               | | |          |

## Niger – Ghana 0:3 (0:2)
| Niger                                                                       | Niger | Ghana | Ghana |
| --------------------------------------------------------------------------- | --- | --- | ----- |
| Niger                                                                       | \| 3. Spieltag \| \| 28. Januar 2013 um 19:00 Uhr in Port Elizabeth (Nelson-Mandela-Bay-Stadion) \| \| Zuschauer: 10.000 \| \| Schiedsrichter: Badara Diatta ( Senegal) \| | \| 3. Spieltag \| \| 28. Januar 2013 um 19:00 Uhr in Port Elizabeth (Nelson-Mandela-Bay-Stadion) \| \| Zuschauer: 10.000 \| \| Schiedsrichter: Badara Diatta ( Senegal) \|                                                                                                  | Ghana |
| Niger                                                                       | Kassaly Daouda – Mohamed Bachar (60. Kader Amadou Dodo), Mohamed Chicoto, Koffi Dan Kowa, Kourouma Fatoukouma – Karim Konaté, Issiakou Koudizé (61. Issoufou Boubacar), Mohamed Soumaïla, Moussa Maâzou – Boubacar Talatou Issa Modibo Sidibé (79. Alhassane Issoufou) Cheftrainer: Gernot Rohr | Fatau Dauda – John Paintsil, John Boye, Isaak Vorsah, Harrison Afful – Mohammed Rabiu (72. Derek Boateng), Albert Adomah (63. Solomon Asante), Emmanuel Agyemang Badu, Christian Atsu – Kwadwo Asamoah, Asamoah Gyan (78. Emmanuel Clottey) Cheftrainer: James Kwesi Appiah | Ghana |
| Niger                                                                       | 0:1 Asamoah Gyan (6.) 0:2 Christian Atsu (23.) 0:3 John Boye (49.) | | Ghana |
| Niger                                                                       | Issiakou Koudizé (21.); Mohamed Chicoto (25.), Koffi Dan Kowa (51.), Mohamed Soumaïla (87.) | Emmanuel Agyemang Badu (33.) | Ghana |
| 3. Spieltag                                                                 | | |       |
| 28. Januar 2013 um 19:00 Uhr in Port Elizabeth (Nelson-Mandela-Bay-Stadion) | | |       |
| Zuschauer: 10.000                                                           | | |       |
| Schiedsrichter: Badara Diatta ( Senegal)                                    | | |       |

## DR Kongo - Mali 1:1 (1:1)
| DR Kongo                                                       | DR Kongo | Mali | Mali |
| -------------------------------------------------------------- | --- | --- | ---- |
| DR Kongo                                                       | \| 3. Spieltag \| \| 28. Januar 2013 um 19:00 Uhr in Durban (Moses-Mabhida-Stadion) \| \| Zuschauer: 8.000 \| \| Schiedsrichter: Djamel Haimoudi ( Algerien) \| | \| 3. Spieltag \| \| 28. Januar 2013 um 19:00 Uhr in Durban (Moses-Mabhida-Stadion) \| \| Zuschauer: 8.000 \| \| Schiedsrichter: Djamel Haimoudi ( Algerien) \| | Mali |
| DR Kongo                                                       | Muteba Kidiaba – Mpeko Issama, Cédric Mongongu, Gabriel Zakuani, Kilitcho Kasusula – Dioko Kaluyituka (79. Déo Kanda), Youssuf Mulumbu , Cédric Makiadi, Lomana LuaLua (46. Trésor Mputu) – Dieumerci Mbokani, Yves Diba Ilunga (86. Mulota Kabangu) Cheftrainer: Claude Le Roy | Mamadou Samassa – Fousseni Diawara, Molla Wagué Adama Coulibaly, Adama Tamboura – Mohamed Sissoko (72. Kalilou Traoré), Seydou Keita , Samba Sow, Samba Diakité (87. Sigamary Diarra) – Modibo Maïga, Mamadou Samassa (78. Cheick Diabaté) Cheftrainer: Patrice Carteron | Mali |
| DR Kongo                                                       | 1:0 Dieumerci Mbokani (3., Strafstoß) | 1:1 Mamadou Samassa (15.) | Mali |
| DR Kongo                                                       | Youssuf Mulumbu (21.), Cédric Makiadi (77.) | Seydou Keita (32.), Samba Sow (33.), Adama Tamboura (52.), Mamadou Samassa (64.), Kalilou Traoré (85.) | Mali |
| 3. Spieltag                                                    | | |      |
| 28. Januar 2013 um 19:00 Uhr in Durban (Moses-Mabhida-Stadion) | | |      |
| Zuschauer: 8.000                                               | | |      |
| Schiedsrichter: Djamel Haimoudi ( Algerien)                    | | |      |